# Antonio Poyatos
Antonio Poyatos Medina (Jerez de la Frontera, 19 febbraio 1966) è un ex calciatore spagnolo, di ruolo centrocampista.

## Caratteristiche tecniche
In attività era un centrocampista centrale.

## Carriera
Ha giocato per gran parte della sua carriera con in Primera División e Segunda División.

## Palmarès

### Competizioni nazionali
- Segunda División B: 1

Xerez: 1985-1986